# Hempstead (Texas)
Hempstead és una ciutat al Comtat de Waller a l'estat de Texas. Segons el cens del 2000 tenia 4.691 habitants.

## Demografia
Segons el cens del 2000, Hempstead tenia 4.691 habitants, 1.663 habitatges, i 1.124 famílies. La densitat de població era de 364,4 habitants per km².
Dels 1.663 habitatges en un 34,8% hi vivien nens de menys de 18 anys, en un 41,3% hi vivien parelles casades, en un 20,1% dones solteres, i en un 32,4% no eren unitats familiars. En el 26,3% dels habitatges hi vivien persones soles el 10% de les quals corresponia a persones de 65 anys o més que vivien soles. El nombre mitjà de persones vivint en cada habitatge era de 2,73 i el nombre mitjà de persones que vivien en cada família era de 3,35.
Per edats la població es repartia de la següent manera: un 29,3% tenia menys de 18 anys, un 14,2% entre 18 i 24, un 26,6% entre 25 i 44, un 18% de 45 a 60 i un 12% 65 anys o més.
L'edat mediana era de 29 anys. Per cada 100 dones de 18 o més anys hi havia 92 homes.
La renda mediana per habitatge era de 24.095$ i la renda mediana per família de 29.744$. Els homes tenien una renda mediana de 26.673$ mentre que les dones 20.938$. La renda per capita de la població era de 11.560$. Aproximadament el 22,9% de les famílies i el 29,9% de la població estaven per davall del llindar de pobresa.

## Poblacions properes
El següent diagrama mostra les poblacions més properes.